# Fercé
Fercé är en kommun i departementet Loire-Atlantique i regionen Pays de la Loire i nordvästra Frankrike. Kommunen ligger i kantonen Rougé som tillhör arrondissementet Châteaubriant. År 2022 hade Fercé 502 invånare.

## Befolkningsutveckling
Antalet invånare i kommunen Fercé
| Referens: INSEE |